# Bohrsches Atommodell
Das Bohrsche Atommodell wurde 1913 von Niels Bohr entwickelt. Es war das erste Atommodell mit Elementen der (damals noch nicht entwickelten) Quantenmechanik, das weite Anerkennung fand.
Atome bestehen bei diesem Modell aus einem schweren, positiv geladenen Atomkern und leichten, negativ geladenen Elektronen, die den Atomkern auf geschlossenen Bahnen umkreisen. Für die Bewegung der Elektronen setzte Bohr durch drei Postulate die klassische Physik teilweise außer Kraft. Als Ergebnis gibt das Bohrsche Atommodell, anders als ältere Atommodelle, viele der am Wasserstoffatom beobachteten Eigenschaften richtig wieder. Andererseits werden viele Details sehr genauer spektroskopischer Messungen von ihm noch nicht erfasst und manche wichtige Eigenschaften gar nicht erklärt, darunter die räumliche Gestalt und die Möglichkeit zur chemischen Bindung.

Nach dem Bohrschen Atommodell bewegen sich Elektronen auf Kreisbahnen bestimmter Energie. Hier wechselt ein einzelnes Elektron von der 3. auf die 2. Kreisbahn; es wird ein Photon entsprechender Frequenz ausgesendet.

Das Bohrsche Atommodell ebnete den Weg zum Verständnis des Aufbaus der Atomhülle. Die anschauliche Vorstellung von Elektronen, die den Atomkern umkreisen wie Planeten die Sonne, prägt seither das populäre Bild von Atomen. Das Bild von Elektronenbahnen entspricht jedoch nicht den realen Gegebenheiten, es wird in allen quantenmechanischen Atommodellen seit etwa 1925 dadurch ersetzt, dass den Elektronen nur bestimmte Aufenthaltswahrscheinlichkeiten zugesprochen werden, siehe Atomorbital. Das Bohrsche Konzept, dass Elektronen sich auf Bahnen bewegen, steht auch im Widerspruch zur Unschärferelation.

## Überblick
Als Ausgangspunkt für sein neues Modell nahm Bohr das erst zwei Jahre vorher postulierte und damals noch wenig verbreitete Rutherfordsche Atommodell. Darin besteht ein Atom aus einem positiv geladenem Kern und negativ geladenen Elektronen, die sich in einer Hülle um den Kern herum befinden, wobei über die Bewegung der Elektronen in der Hülle noch nichts Genaueres ausgesagt wird. Mit der Annahme der Anwendbarkeit der klassischen Mechanik und dem coulombschen Gesetz ließe sich daraus folgern, dass sich Elektronen um den Kern bewegen wie Planeten um die Sonne. Dieses Modell ist aber inkonsistent, denn nach der klassischen Elektrodynamik erzeugt eine kreisende Ladung elektromagnetische Wellen, mit denen Energie abgestrahlt wird. Folglich würde jedes kreisende Elektron Energie verlieren und müsste auf einer Spiralbahn in den Kern stürzen. Stabile Atome könnte es somit nicht geben.
Um Atome beschreiben zu können, die trotz kreisender Elektronen stabil sind, löste sich Bohr 1913 teilweise von der Gültigkeit der klassischen Mechanik und der Elektrodynamik. Er nahm an, dass es für Elektronen im Atom bestimmte Bahnen gibt, auf denen sie in stabiler Form den Kern umkreisen, ohne elektromagnetische Wellen zu erzeugen, und dass alle anderen Bahnen, die nach der klassischen Mechanik auch möglich wären, in der Natur nicht vorkommen. Strahlung gibt das Atom nur beim Übergang eines Elektrons von einer der erlaubten Bahnen in eine andere ab, wobei – wieder im Widerspruch zur Elektrodynamik – die Frequenz der erzeugten Welle direkt nichts mit den Frequenzen zu tun hat, mit denen das Elektron sich vorher oder hinterher im Kreis bewegt. Nur im Grenzfall sehr großer Bahnen, bei denen die Umlauffrequenzen sich nur sehr wenig unterscheiden, hat die Strahlung näherungsweise dieselbe Frequenz (siehe Korrespondenzprinzip). Damit hatte Bohr auch erstmals in Betracht gezogen, dass das Atom Energie aufnehmen und in einen angeregten Zustand übergehen kann, ohne gleich ionisiert zu werden. Über den genaueren Ablauf dieses Quantensprungs von einem gebundenen Zustand in einen anderen können aber keinerlei weitere Aussagen gemacht werden. Bohr brach dabei auch mit dem bis dahin geltenden Lehrsatz natura non facit saltus („die Natur macht keine Sprünge“). Bei der Aufstellung dieser Grundsätze, mit denen Bohr eine brauchbare Erklärung der beobachteten Eigenschaften des Wasserstoffatoms erreichen wollte, ließ er sich insgesamt stark von seiner Intuition leiten.
Für die Auswahl der stabilen Bahnen legte Bohr drei Postulate fest. Sein Ziel war, das Plancksche Wirkungsquantum als die für mikroskopische Vorgänge geeignete charakteristische Naturkonstante so in den Gleichungen zu berücksichtigen, dass die Ergebnisse seines Modells möglichst gut zu den an Atomen beobachteten Tatsachen passen. Sein Modell zeigte erfolgreich, dass man einige Ausnahmen von der klassischen Physik mit einigen neuen, aber einfach erscheinenden Bedingungen so kombinieren kann, dass viele Eigenschaften der Atome daraus abgeleitet werden können. Insbesondere gibt das Modell viele Eigenschaften des Wasserstoffatoms im Rahmen der damals möglichen Messgenauigkeit wieder: seine Größe, die Tatsache, dass das Atom nur Strahlung mit bestimmten Wellenlängen emittiert, und die genaue Größe dieser Wellenlängen (Rydberg-Formel), sowie die Ionisierungsenergie. Diese Übereinstimmung mit experimentellen Ergebnissen legitimierte die z. T. revolutionären Postulate. Das Modell spielte daher eine überragende Rolle in der weiteren Entwicklung der Atomphysik. Wegen seiner Anschaulichkeit dient das Bohrsche Atommodell auch heute noch vielfach als Grundlage zur qualitativen Beschreibung atomarer Vorgänge. Gerade seine Anschaulichkeit konnte aber in den wesentlich besseren Modellen der Quantenmechanik ab 1925 nicht aufrechterhalten werden.

### Vorläufer- und Nachfolgemodelle
Als ein Vorläufer des Bohrschen Modells kann das Atommodell von Arthur Erich Haas (1910) bezeichnet werden. Haas verfolgte den Gedanken, das Plancksche Wirkungsquantum {\displaystyle h} von den Eigenschaften der Elektronen und der Atome her zu verstehen. Dabei ging er von dem damals weithin akzeptierten Thomsonschen Atommodell aus und nahm für das einfachste Atom an, ein Elektron kreise innerhalb einer homogen positiv geladenen Kugel von der Größe des Atoms. Dann setzte er den Energieunterschied zwischen der Ruhelage des Elektrons im Mittelpunkt und seiner größtmöglichen Kreisbahn – willkürlich – mit der Energie des Lichtquants gleich, die nach der Gleichung {\displaystyle E=hf_{\infty }} der Grenzfrequenz {\displaystyle f_{\infty }} der Spektrallinien der Balmer-Serie entspricht. Daraus erhielt er für den Bahnradius eine Gleichung, die mit dem bekannten Radius des H-Atoms gut übereinstimmt. Umgekehrt gestattet diese Gleichung, aus dem Radius die Grenzfrequenz der Spektrallinien und damit die Rydberg-Konstante zu berechnen. Dieselbe Gleichung leitete auch Bohr 1913 in seinem Modell her, aber nun für die kleinstmögliche Bahn des Elektrons (während zur Balmer-Serie in seinem Modell eine 4-fach größere Bahn gehört). Immerhin zeigte das Atommodell von Haas, dass das Plancksche Wirkungsquantum eine Naturkonstante ist, die sich zur Berechnung atomarer Größen eignen kann, wenn man sie – und sei es auf willkürlich erscheinende Weise – in ein physikalisches Atommodell einfügt.
In Bezug auf eine Begründung der Quantelung war 1912 von John William Nicholson vorgeschlagen worden, die Quantelung des Drehimpulses in Schritten {\displaystyle \hbar =h/2\pi } gegenüber der Quantelung der Energie in Schritten {\displaystyle E=hf} vorzuziehen. Zur Begründung diente ihm, dass der Drehimpuls von Kreisbahnen wie im Haas’schen Modell einerseits gerade der Quotient von Energie und Kreisfrequenz ist und andererseits ein Vielfaches von {\displaystyle \hbar =h/2\pi }. Diese Bedeutung der Planckschen Konstante erwies sich in der Tat als grundlegend (s. Planck-Konstante#Drehimpuls). Jedoch wurden mangels weitergehenden Erklärungswerts weder die Vorstellungen von Haas noch die von Nicholson als brauchbare Atommodelle angenommen.
Direkter Nachfolger des Bohrschen Modells wurde ab 1916 das Bohr-Sommerfeldsche Atommodell. Darin wurden nach dem Vorschlag von Arnold Sommerfeld elliptische Bahnen einbezogen, um mehr und genauere Ergebnisse zu gewinnen, nachdem verbesserte experimentelle Methoden zunehmend kleine Abweichungen von den Vorhersagen des Bohrschen Modells erbracht hatten.

## Das Modell

### Bohrsche Postulate
Nach dem Rutherfordschen Atommodell von 1911 besteht ein Atom aus einem positiv geladenen, sehr kleinen und schweren Atomkern, der von einer Anzahl Elektronen umgeben ist. An diese Vorstellung knüpfte Bohr an. Er untersuchte die periodische Umlaufbewegung eines einzigen Elektrons, wie sie sich aus den Formeln der klassischen Mechanik ergibt, wenn die Kraft zwischen Kern und Elektronen von der elektrostatischen Anziehung herrührt. Um dieses Modell an die beobachteten Eigenschaften des Wasserstoffatoms anzupassen, erweiterte er es um drei Postulate:
1. Dem Elektron stehen nicht alle klassisch möglichen Bahnen zur Verfügung, sondern nur bestimmte ausgewählte von ihnen. Auf diesen Bahnen erzeugt es keine elektromagnetische Strahlung, sondern behält seine Energie. Dies sind die stationären Zustände des Atoms.
2. Das Elektron kann von einem stationären Zustand in einen anderen springen. Dieser als Quantensprung bezeichnete Vorgang liegt außerhalb des Gültigkeitsbereichs der klassischen Mechanik und der Elektrodynamik. Beim Quantensprung zwischen stationären Zuständen mit verschiedener Energie, den Energieniveaus, wird elektromagnetische Strahlung emittiert oder absorbiert. Dabei wird die Frequenz {\displaystyle f} der Strahlung nicht durch die Umlauffrequenz des Elektrons bestimmt, sondern ausschließlich durch die Energiedifferenz {\displaystyle \Delta E} der beiden Zustände nach der von Max Planck für die Wärmestrahlung entdeckten Formel {\displaystyle f=\Delta E/h.}
3. Die Frequenz der erzeugten oder absorbierten Strahlung nähert sich der Umlauffrequenz des Elektrons an, wenn sich das Elektron im Anfangszustand nur langsam bewegt und in den energetisch nächstgelegenen Zustand springt.

In den ersten beiden Postulaten formuliert Bohr, dass auf der Ebene der Atome die Gesetze der klassischen Mechanik und Elektrodynamik nur eingeschränkt gelten. Anders als in der klassischen Mechanik wird zwischen zwei Zuständen kein kontinuierlicher Übergang, sondern ein Quantensprung angenommen. In der detaillierten Berechnung setzt er das erste Postulat so um, dass er für bestimmte Kreisbahnen annimmt, dass in direktem Widerspruch zur Theorie der Elektrodynamik die Elektronen beim Umlauf keine Energie in Form von elektromagnetischer Strahlung verlieren. Auch das zweite Postulat steht im Widerspruch zur Elektrodynamik, weil in seinem Modell die Frequenz der emittierten Strahlung nicht mit der Umlauffrequenz des die Welle erzeugenden Teilchens übereinstimmen muss. Dadurch (und mit Hilfe einer weiteren, aber abwegigen und falschen Zusatzannahme) gelingt es ihm, ganz neue Formeln für den Zusammenhang zwischen der Elektronenbewegung (mit den Parametern Bahnradius, Energie, Umlauffrequenz) und der emittierten Strahlung (Parameter Frequenz) abzuleiten, die nun der Rydberg-Formel ähnlich sehen.
Um aus diesen noch zu allgemeinen Formeln die richtige auszuwählen, benutzt er in seinem dritten Postulat zum ersten Mal das von ihm entdeckte (aber erst später so bezeichnete) Korrespondenzprinzip zwischen klassischer und Quantenphysik: Trotz der krassen Gegensätze, wie sie in den ersten beiden Postulaten angesetzt werden, muss es einen fließenden Übergang von der vertrauten und bewährten klassischen Physik in die neue Quantenphysik geben. Damit folgt (nach einiger Rechnung) aus dem dritten Postulat, dass die stabilen Elektronenbahnen sich dadurch auszeichnen, dass der Bahndrehimpuls {\displaystyle L} des Elektrons ein ganzzahliges Vielfaches der reduzierten Planck-Konstante {\displaystyle \hbar ={\tfrac {h}{2\pi }}} ist:
{\displaystyle L=n\hbar \quad (n=1,2,\dotsc )}
Auch dies wird zuweilen als drittes Bohrsches Postulat bezeichnet, denn es ermöglicht eine strenge Herleitung der Formeln des Bohrschen Atommodells, ohne dass das Korrespondenzprinzip oder die genannte falsche Zusatzannahme bemüht wird (s. u. Mathematische Formulierung). Bohr selbst bezeichnet später nur noch die ersten beiden Annahmen als seine Postulate.

## Experimentelle Überprüfung
Das Bohrsche Atommodell konnte eine Reihe von physikalischen Messergebnissen der im Entstehen begriffenen Atomphysik erklären. In nachfolgenden mit höherer Genauigkeit durchgeführten Experimenten zeigten sich allerdings auch deutliche Abweichungen zwischen Modell und Wirklichkeit.

### Größe der Atome
Der mit den wenigen Grundannahmen des Modells berechnete Durchmesser von Atomen liegt für viele Elemente in der richtigen Größenordnung. Insbesondere stimmten sie grob mit den zur gleichen Zeit von Max von Laue und William H. Bragg erstmals durchgeführten Experimenten zur Röntgenbeugung überein. Die kleine, aber endliche Größe war eine der Schlüssel-Eigenschaften  der Atome in den damals noch vagen Vorstellungen zum atomaren Aufbau der Materie. Daher wurde die Fähigkeit des Bohr-Modells, die Größe aus allgemeinen Annahmen abzuleiten, als Erfolg angesehen.

### Spektrale Übergänge
In der ersten Hälfte des 19. Jahrhunderts wurden Spektrallinien beim Wasserstoff-Atom entdeckt. Für die Position der Linien innerhalb der jeweiligen Serie konnten Johann Jakob Balmer und Johannes Rydberg anhand von gemessenen Linienspektren bereits 1885 und 1888 numerische Formeln angeben (Balmer-Serie, Rydberg-Formeln). Der physikalische Hintergrund dieser Formeln blieb jedoch fast dreißig Jahre lang ein Rätsel. Die von Bohr eingeführten Quantensprünge der Elektronen von einer Bahn auf die andere erlaubten, die Balmer- und Rydberg-Formel aus allgemeinen Prinzipien abzuleiten. Auch gaben sie ein intuitiv einleuchtendes Bild der Vorgänge im Atom. Eine Spektralserie entspricht dabei den Übergängen von Elektronen aus verschiedenen höherer Niveaus auf das immer gleiche Grundniveau. Je höher die Energie des Anfangsniveaus, desto größer die Energiedifferenz beim Quantensprung, also die Energie der erzeugten Photonen und damit deren Frequenz.

### Zustände diskreter Energie
Die Existenz der angeregten stationären Zustände des Bohrschen Atommodells wurde mit dem Franck-Hertz-Versuch von 1913/1914 nachgewiesen, nachdem die alternative Deutung, die einen Ionisationsprozess annahm, 1917 ausgeschlossen werden konnte. In dem Experiment konnte an Quecksilberatomen im Grundzustand gezeigt werden, dass beim Stoß durch ein freies Elektron ein bestimmter Energiebetrag übertragen werden muss, der nicht zur Ionisation ausreicht, um den ersten angeregten Zustand zu erreichen, wie durch Beobachtung des emittierten Lichtquants nachgewiesen werden konnte. Damit war das erste Postulat des Bohrschen Atommodells auf unabhängige Weise bestätigt.

## Schwächen und Widersprüche
Einige Schwächen und Widersprüche des Modells waren bereits bei der Veröffentlichung 1913 klar. Andere wurden später mit verbesserten Experimenten und weiter ausgearbeiteter Theorie der Quantenmechanik offensichtlich.
- Die Postulate werden durch kein grundlegendes Prinzip, sondern allein durch ihren Erfolg gerechtfertigt. Sie widersprechen der klassischen Elektrodynamik.
- Bohrs Modell beschreibt das Verhalten von Wasserstoffatomen und von Ionen mit nur einem Elektron. Mehrelektronensysteme werden nicht erfasst.
- Die Relativitätstheorie bleibt unberücksichtigt, obwohl dem Elektron im Wasserstoff-Grundzustand schon fast 1 % der Lichtgeschwindigkeit zugeschrieben wird (genauer: {\displaystyle v=\alpha \cdot c}, wobei {\displaystyle \alpha } die  Feinstrukturkonstante ist).
- Chemische Bindungen können mit Bohrs Modell nicht verstanden werden.
- In allen stationären Zuständen kommt der Bahn-Drehimpuls des Elektrons um {\displaystyle 1\hbar } zu groß heraus. Insbesondere sollte er im Grundzustand nach Bohr {\displaystyle 1\hbar } sein, tatsächlich ist er aber 0.
- Die geradzahlige Aufspaltung vieler Spektrallinien unter dem Einfluss von Magnetfeldern (anomaler Zeeman-Effekt) kann nicht erklärt werden.
- Bestimmte Spektrallinien des Wasserstoffs erweisen sich bei genaueren Messungen als Doppellinien. Diese nach ihrem Entdecker Lamb-Shift genannte Trennung kann das Bohr-Modell nicht erklären.
- Die in der Radioastronomie wichtige 21-cm-Linie des Wasserstoffs kann nicht aus dem Bohr-Modell abgeleitet werden.
- Die Vorstellung einer definierten Bahn des Elektrons um den Atomkern verletzt die 1927 von Werner Heisenberg entdeckte Unschärferelation.

Die Quantenmechanik, deren Aussagen bis heute in allen Details mit den experimentellen Befunden übereinstimmen, zeichnet mit dem Orbitalmodell ein etwas anderes Bild vom Atom. Anders als es das Bohr-Modell annimmt, haben die Elektronen im Atom in ausgedehnten Bereichen endliche Aufenthaltswahrscheinlichkeit, teilweise bis in den Kern hinein. Sie bewegen sich nicht auf Bahnen. Angemessener ist die Vorstellung einer Wolke.
Drei Grundaussagen des Bohrschen Modells wurden aber bis heute in alle Atommodelle übernommen:
- Elektronen halten sich im Atom nur in definierten Bereichen auf, Bohrs Bahnen haben sich dabei zu den heutigen Orbitalen weiterentwickelt.
- Elektronen können im Atom nur bestimmte Energiewerte annehmen, zu den Aufenthaltsbereichen gehören diskrete Energieniveaus.
- Energieaustausch mit einem Elektron eines Atoms ist nur möglich, indem dieses Elektron sein Energieniveau ändert und die entsprechende Energiedifferenz aufnimmt oder abgibt.

## Mathematische Formulierung
So sehr das Bohrsche Atommodell auch an der Wirklichkeit vorbeigeht, ist es doch den vorhergehenden Atommodellen deutlich überlegen. Es erlaubt den Vergleich einer Reihe numerischer Resultate mit experimentellen Ergebnissen, allen voran die Wellenlängen der Linien des Wasserstoffspektrums. Anders als bei moderneren Atommodellen kommt die dafür nötige Mathematik mit dem Einsetzen in Formeln und einfachen Umformungen von Gleichungen aus:
Das Bohrsche Atommodell betrachtet das Elektron als punktförmiges Teilchen der Masse {\displaystyle m} und Ladung {\displaystyle -e}, das durch die entgegengesetzte elektrische Ladung {\displaystyle +e} des Kerns angezogen wird. Mit dieser Coulomb-Kraft als Zentripetalkraft,
{\displaystyle {\frac {e^{2}}{4\pi \varepsilon _{0}}}{\frac {1}{r^{2}}}={\frac {mv^{2}}{r}},}
kann sich das Elektron auf einer Kreisbahn mit passenden Kombinationen von Radius {\displaystyle r} und Geschwindigkeit {\displaystyle v} bewegen.
Wird vorstehende Gleichung mit {\displaystyle r}  multipliziert, so steht dort der Virialsatz
{\displaystyle -E_{\mathrm {pot} }=2E_{\mathrm {kin} },}
vgl. Coulomb-Potential und Kinetische Energie.
Wird statt mit {\displaystyle r}  einmal mit {\displaystyle mr^{3}} multipliziert, so lässt sich die zusätzlich postulierte Drehimpulsquantelung {\displaystyle L=mvr=n\hbar } verwenden, um {\displaystyle v} zu eliminieren:
{\displaystyle {\frac {e^{2}}{4\pi \varepsilon _{0}}}mr=n^{2}\hbar ^{2}}
Daraus ergibt sich der Bahnradius im Zustand mit der Hauptquantenzahl {\displaystyle n} zu
{\displaystyle r_{n}=n^{2}{\frac {4\pi \varepsilon _{0}\hbar ^{2}}{me^{2}}}.}
Der kleinste Radius {\displaystyle r_{1}} beträgt etwa 52,9 Pikometer und wird als klassischer oder Bohrscher Atomradius bezeichnet.
Für die Gesamtenergie gilt:
{\displaystyle E_{n}=E_{\mathrm {pot} }+E_{\mathrm {kin} }={\frac {1}{2}}E_{\mathrm {pot} }=-{\frac {1}{2}}{\frac {e^{2}}{4\pi \varepsilon _{0}}}{\frac {1}{r}}=-\left({\frac {e^{2}}{4\pi \varepsilon _{0}}}\right)^{2}{\frac {m}{2\hbar ^{2}}}{\frac {1}{n^{2}}}=-{\frac {1}{n^{2}}}E_{\mathrm {R} }}
mit der Rydberg-Energie {\displaystyle E_{\mathrm {R} }=\left({\frac {e^{2}}{4\pi \varepsilon _{0}}}\right)^{2}{\frac {m}{2\hbar ^{2}}}\approx 13{,}6\,{\text{eV}}}.
Für Energiedifferenzen zwischen Zuständen {\displaystyle n_{1}} und {\displaystyle n_{2}} erhält man
{\displaystyle \Delta E=E_{n_{2}}-E_{n_{1}}=\left({\frac {1}{n_{1}^{2}}}-{\frac {1}{n_{2}^{2}}}\right)E_{\mathrm {R} }.}
Das ist (bis auf eine Korrektur von {\displaystyle 0{,}05\%} für die Mitbewegung des Kerns) gerade die Rydberg-Formel für das Wasserstoffspektrum, die Johannes Rydberg bereits 1888 aus den beobachteten Linienspektren abgelesen hatte – ohne Kenntnis eines Atommodells und ohne die Deutung der Rydberg-Energie {\displaystyle E_{\mathrm {R} }} als Kombination von Naturkonstanten.
Lässt man in der Rydberg-Formel {\displaystyle n_{2}} gegen Unendlich gehen, erhält man die Ionisationsenergie für Ionisierung aus dem Zustand {\displaystyle n_{1}}.

## Ausblick
Das Bohrsche Atommodell von 1913 fand im Bohr-Sommerfeldschen Atommodell von 1916 verschiedene Erweiterungen. So wurden unter anderem eine zweite und dritte Quantenzahl eingefügt, um Intensitäten und Feinstruktur-Aufspaltungen der Spektrallinien zu erklären. Der Stern-Gerlach-Versuch von 1922 erweiterte das Modell abermals um den Spin.
Mit der Quantenmechanik von 1925/26 wurden beide Modelle abgelöst, zugleich aber auch die Bohrschen Postulate vollständig begründet. Es wurde erkennbar, warum das Bohrsche Modell und seine Erweiterungen in vielen Bereichen Erfolge hatten, das heißt, zu richtigen Voraussagen führten.

## Kultur

Logo der IAEA

Das Bohrsche Atommodell findet sich als ikonische Darstellung des Atoms in Logos, in Wappen (siehe Atomsymbol in der Heraldik), in Karikaturen und in populärwissenschaftlichen Illustrationen. Eine solche Darstellung ist in Unicode als Schriftzeichen U+269B ⚛ atom symbol und als Emoji standardisiert.